# Dtach
dtach è un programma scritto in C che permette di separare un programma dalla shell da cui è stato avviato. Permette ad esempio di scollegarsi da una sessione ssh permettendo ai programmi di continuare l'esecuzione.
È stato sviluppato come versione estremamente semplificata di Screen.